# Saint-Paul-en-Cornillon
Saint-Paul-en-Cornillon è un comune francese di 1 345 abitanti situato nel dipartimento della Loira della regione dell'Alvernia-Rodano-Alpi.
Qui nacque l'ingegnere André Chapelon.

## Società

### Evoluzione demografica
Abitanti censiti